# Friederike Möhlenkamp
Friederike Möhlenkamp, verheiratete Rehkämper (* 19. November 1992 in Greven/Nordrhein-Westfalen) ist eine ehemalige deutsche Leichtathletin, die sich auf Kurz- und Langsprints spezialisiert hatte.

## Berufsweg
Möhlenkamp bestand im Sommer 2012 ihr Abitur am Gymnasium „Martinum“ in Emsdetten mit Auszeichnung. Im Oktober 2012 begann sie parallel zur leistungssportlichen Karriere ihr Medizinstudium an der Universität zu Köln, Anfang 2020 erhielt sie die Approbation als Ärztin. Im Juni 2023 schloss sie ihre Promotion (Dr. med.) ab.

## Sportliche Laufbahn
2006 wurde Möhlenkamp Vize-Westfalenmeisterin (W14) über 200 Meter. Die Saison 2007 konnte sie als westfälische und westdeutsche Schülermeisterin (W15) beenden und sich 2008 für den 200-Meter-Endlauf bei den deutschen B-Jugendmeisterschaften (U18) in Berlin qualifizieren, bei dem sie 2009 in Rhede den 3. Platz belegte.
2010 hatte Möhlenkamp ihren bis dato größten Erfolg als Deutsche Jugendhallenmeisterin über 200 Meter.
2011 wurde sie im Freien Jugendvizemeisterin auf den 200 Metern und mit der 4-mal-100-Meter-Staffel. Bei den Juniorinnen erreichte Möhlenkamp über 200 Meter den 3. Platz.

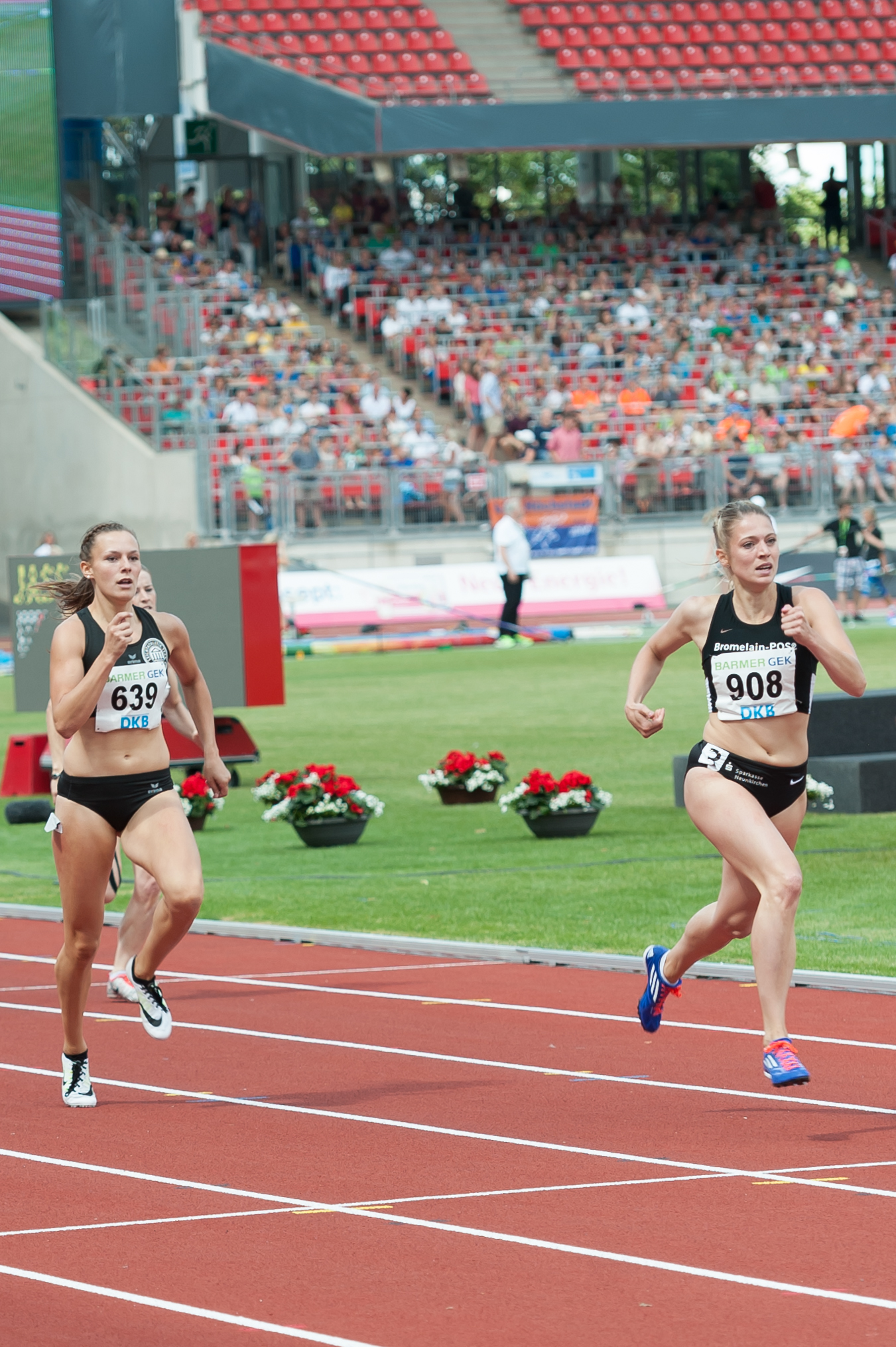
Möhlenkamp (links) bei den Deutschen Meisterschaften 2015

2015 war der erste internationale Auftritt bei der Team-Europameisterschaft in Cheboksary, wo Möhlenkamp mit der Mannschaft Vizeeuropameisterin wurde.
2016 stellte sie im ersten Halbjahr vier persönliche Bestleistungen auf; in der Halle wie im Freien jeweils über 400 Meter im Einzel und in der Staffel. Ende Juni wurde Möhlenkamp für die 4-mal-400-Meter-Staffel bei den Europameisterschaften in Amsterdam nominiert, wo sie mit Laura Müller, Lara Hoffmann und Ruth Sophia Spelmeyer den 5. Platz belegte. Bei den Olympischen Spielen in Rio de Janeiro verpasste dieses Quartett trotz einer Zeit von 3:26,02 min den Einzug ins Finale um 31 Hundertstelsekunden.
Nach ihrer besten Saison 2016, hörte Möhlenkamp überraschend mit dem Leistungssport auf und widmete sich ihrem Medizin-Studium.
Möhlenkamp gehörte zum B-Kader des Deutschen Leichtathletik-Verbandes (DLV).

## Vereinszugehörigkeiten
Seit 2013 startete Friederike Möhlenkamp für das LT DSHS Köln, zuvor war sie beim TV Gladbeck zu dem sie 2010 vom SC Falke Saerbeck kam.

## Bestleistungen
(Stand: 27. Juni 2016)

Halle
- 60 m: 7,67 s (Dortmund, 14. Januar 2012)
- 200 m: 24,01 s (Dortmund, 1. Februar 2016)
- 400 m: 53,45 s (Leipzig, 28. Februar 2016)
- 4 × 200 m: 1:36,62 min (Leipzig 28. Februar 2016)

Freiluft
- 100 m: 11,85 s +1,5 (Weinheim, 31. Mai 2014)
- 200 m: 23,62 s +1,8 (Ulm, 27. Juli 2014)
- 300 m: 37,21 s (Leverkusen, 17. Mai 2015)
- 400 m: 52,55 s (Regensburg, 4. Juni 2016)
- 4 × 100 m: 44,92 s (Ulm, 27. Juli 2014)
- 4 × 400 m: 3:29,66 min (Regensburg, 5. Juni 2016)

## Erfolge
National
- 2010: Deutsche Jugendhallenmeisterschaften (200 m)
- 2011: 3. Platz Deutsche Juniorenmeisterschaften (200 m)
- 2011: 3. Platz Deutsche Meisterschaften (4 × 100 m)
- 2011: Deutsche Jugendvizemeisterin (200 m und 4 × 100 m)
- 2012: 7. Platz Deutsche Meisterschaften (200 m)
- 2014: 5. Platz Deutsche Meisterschaften (200 m)
- 2014: Deutsche Vizemeisterin (4 × 100 m)
- 2015: Deutsche Meisterin (4 × 200 m)
- 2015: 3. Platz Deutsche Meisterschaften (4 × 100 m)
- 2015: Deutsche Vizemeisterin (4 × 400 m)
- 2016: 3. Platz Deutsche Meisterschaften (4 × 200 m)
- 2016: Deutsche Hallenvizemeisterin (400 m)
- 2016: Deutsche Vizemeisterin (400 m)
- 2016: Deutsche Meisterin (4 × 400 m)

International
- 2015: 5. Platz Team-Europameisterschaft (4 × 400 m)
- 2015: Team-Vizeeuropameisterin (Mannschaft)
- 2016: 5. Platz Europameisterschaften (4 × 400 m)
- 2016: 9. Platz Olympische Spiele (4 × 400 m)